# Thayaht

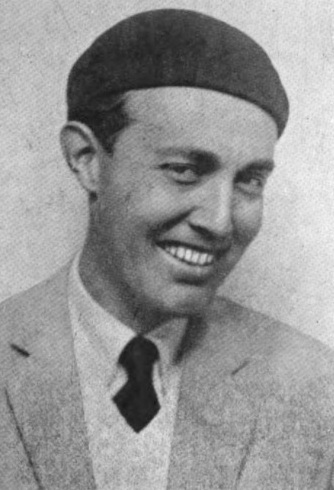
Thayaht (1933)

Thayaht (richtiger Name Ernesto Michahelles; * 21. August 1893 in Florenz; † 29. April 1959 in Pietrasanta) war ein italienischer Maler und Bildhauer des Futurismus.

## Leben
Michahelles zog 1918 nach Paris, wo er an der Académie Ranson Malerei studierte und das Modehaus der Madeleine Vionnet an der Rue de Rivoli kennenlernte, für das er ein Logo gestaltete und Modezeichnungen anfertigte. 1919 entwarf er das futuristische Kleidungsstück TuTa, das er mit Hilfe seines Bruders RAM (Ruggero Alfredo Michahelles) bekannt machte. In dieser Zeit ändert Ernesto seinen Namen in das palindromische Pseudonym Tayat (später .THAYAHT.). Nach einer Einzelausstellung in Florenz ging Thayaht 1920 zum Studium in die USA (Harvard).
1923 und 1927 nahm er teil an der Esposizione Internazionale d’Arti Decorative in Monza, 1930 an der Internationalen Ausstellung in Barcelona sowie 1931 an der ersten Quadriennale di Roma. Gemeinsam mit dem befreundeten Maler Antonio Marasco (1896–1975) organisierte er in Florenz eine Ausstellung futuristischer Kunst. 1932, 1934 und 1936 nahm er teil an der Biennale von Venedig.

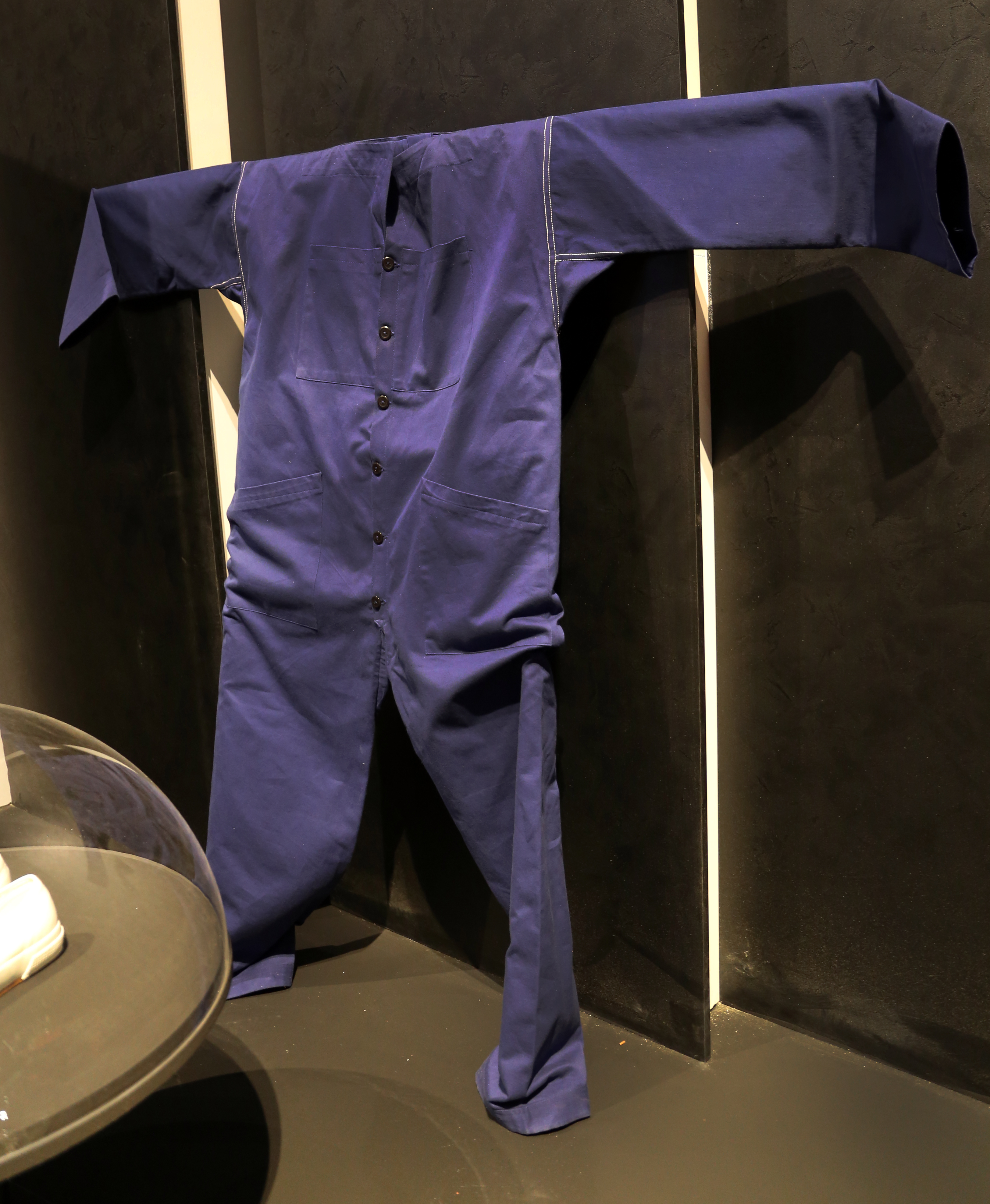
TuTa (Reproduktion), ausgestellt im Museo del Tessuto, Prato.

Der neoklassizistische US-amerikanische Bildhauer Hiram Powers war sein Urgroßvater.